# Římskokatolická farnost Žďár nad Sázavou-I
Římskokatolická farnost Žďár nad Sázavou-I je územním společenstvím římských katolíků v rámci žďárského děkanství brněnské diecéze s farním kostelem svatého Prokopa.

## Historie farnosti
Farní kostel byl postaven zřejmě kolem roku 1270. První zmínky o kostele ve Žďáru jsou z roku 1391. Kostel byl přestavěn v letech 1521–1560 v pozdně gotickém slohu.

## Duchovní správci
Farářem byl od října 2010 do července 2016 R. D. Tomáš Holý.Toho jako farář vystřídal od 1. srpna 2016 R. D. Mgr. Blažej Hejtmánek. Od 1. srpna 2025 se jako novokněž stal vikářem Viktor Pařízek.

## Bohoslužby
| Kostel          | Místo            | Bohoslužba (den)                         | Hodina                              | Poznámka     |
| --------------- | ---------------- | ---------------------------------------- | ----------------------------------- | ------------ |
| svatého Prokopa | Žďár nad Sázavou | neděle úterý středa čtvrtek pátek sobota | 7.30, 10.00, 18.00 18.00 8.00 18.00 | farní kostel |

## Aktivity ve farnosti

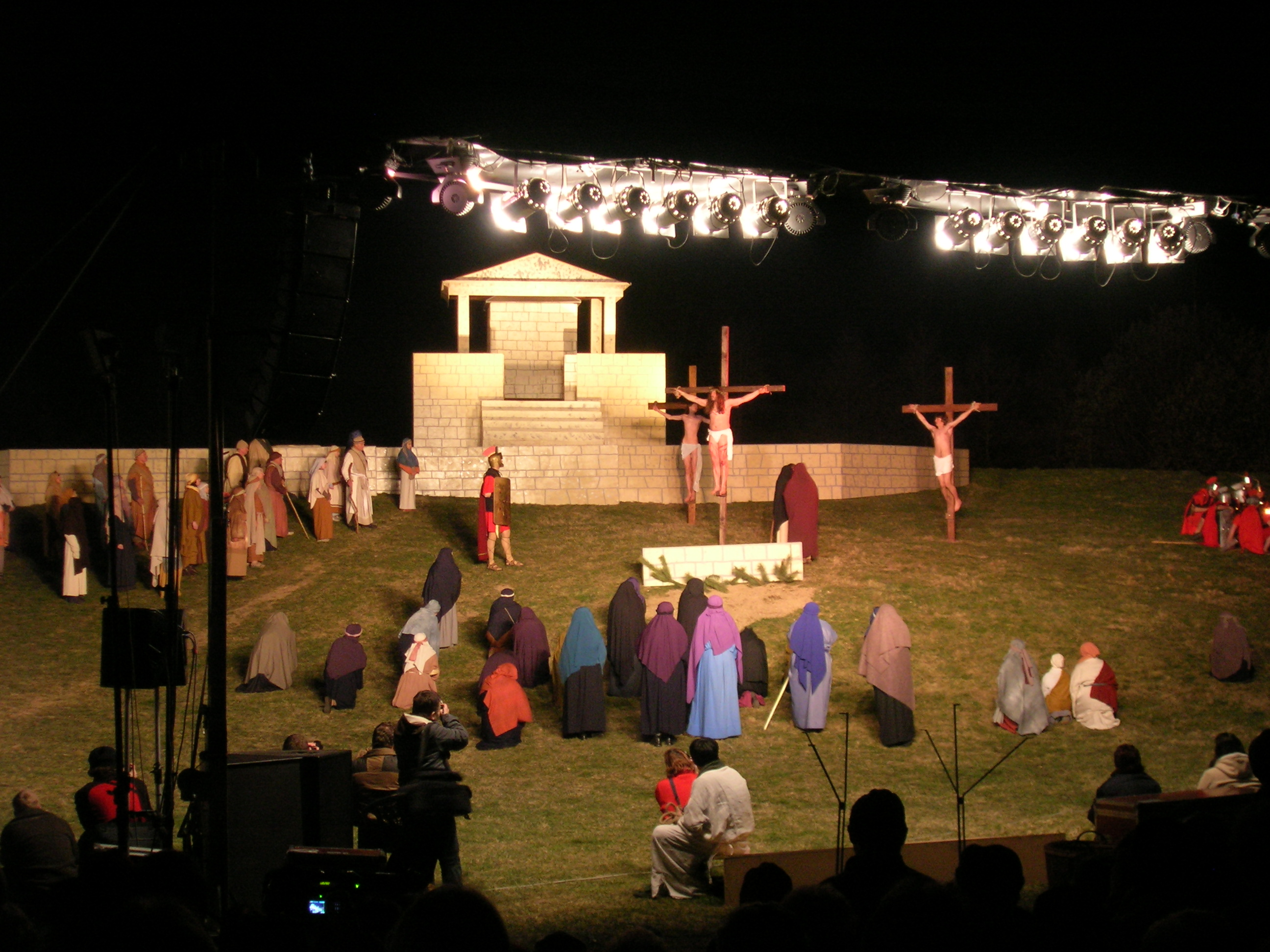
Z pašijové hry „Co se stalo s Ježíšem“

Od roku 1999 organizují obě žďárské farnosti v předvelikonočním týdnu pašijovou hru Co se stalo s Ježíšem v areálu Na Bouchalkách. V roce 2013 se tato akce nekonala z důvodu špatných klimatických podmínek.
Dnem vzájemných modliteb farností za bohoslovce a bohoslovců za farnosti brněnské diecéze je 25. únor. Adorační den připadá na 12. září. Ve farnosti se pravidelně koná tříkrálová sbírka. V roce 2016 se při sbírce vybralo na území celého Žďáru 152 440 korun. 

## Primice
Dne 1. června 2012 slavil primici ve farnosti novokněz R. D. Mgr. Josef Novotný (šlo o první primici ve farnosti od roku 1948). 